# Zlatý gól
Zlatý gól byla metoda používaná ve fotbale, jak určit vítěze nerozhodných zápasů ve vyřazovacích kolech turnajů. Kromě mistrovství světa v plážovém fotbale se už dnes v zápasech autorizovaných FIFA nepoužívá.
Vítězem zápasu rozhodovaného zlatým gólem se stává ten tým, který jako první vstřelí v prodloužení branku. Utkání po ní hned končí. Pokud není v prodloužení vstřelen žádný gól zahrávají se pokutové kopy. Ekvivalentem v hokeji a dalších sportech je náhlá smrt.
Název „zlatý gól“ FIFA v roce 1993 spolu s pravidlem zavedla, protože slovní spojení „náhlá smrt“ má negativní konotace. Pravidlo zlatého gólu nebylo povinné a pořadatelé soutěží se mohli rozhodnout, zda ho používat, nebo ne. První mistrovství Evropy, které pravidlo používalo, bylo v Anglii v roce 1996, první mistrovství světa ve Francii v roce 1998.
První zlatý gól od zavedení pravidla byl vstřelen v roce 1993 Austrálií proti Uruguayi ve čtvrtfinále juniorského mistrovství světa. Prvním anglickým (a možná i profesionálním) turnajem rozhodnutým zlatým gólem byl Auto Windscreens Shield v roce 1995, kdy Birmingham City FC porazil Carlisle United FC. Prvním významným turnajem rozhodnutým takovým gólem bylo EURO 1996, kdy Německo ve finále porazilo Česko zlatým gólem Olivera Bierhoffa. Mezi další významné turnaje, jejichž finále rozhodl zlatý gól, patří:
- EURO 2000 (Francie porazila Itálii)
- Fotbalový turnaj žen na Olympiádě v roce 2000 (Norsko porazilo USA)
- Pohár UEFA 2000/01 (Liverpool FC porazil CD Alavés)
- Mistrovství světa do 19 let žen v roce 2002 (USA porazily Kanadu)
- Confederations Cup 2003 (Francie porazila Kamerun)
- Gold Cup 2003 (Mexiko porazilo Brazílii)
- Mistrovství světa žen 2003 (Německo porazilo Švédsko)

První zlatý gól na mistrovství světa byl vstřelen v roce 1998 Francouzem Laurentem Blancem v osmifinále proti Paraguayi. V roce 2002 byly rozhodnuty takovým gólem tři zápasy.
Pravidlo zlatého gólu bylo zavedeno, aby podpořilo ofenzivní fotbal a snížilo počet penaltových rozstřelů. Nicméně byl široce rozšířený názor, že pravidlo selhalo, protože se víc týmů rozhodlo soustředit na defenzivu kvůli obavě z obdržení branky a následné prohry.
V roce 2002 UEFA zavedla nové pravidlo, tzv. stříbrný gól. Podle něj tým, který vedl po prvním poločase, prodloužení vyhrál, ale zápas neskončil hned po vstřelení gólu.
V únoru 2004, jako následek rozšířených stížností fanoušků na vliv pravidla na hru, IFAB oznámil,
že po EURU 2004 v Portugalsku budou jak zlatý, tak stříbrný gól odstraněny z Pravidel fotbalu, což se také stalo.